# Hackelia hendersonii
Hackelia hendersonii là loài thực vật có hoa trong họ Mồ hôi. Loài này được (Piper) Brand mô tả khoa học đầu tiên năm 1931.